# Хотэм, Чарльз
Чарльз Хотэм (англ. Charles Hotham; род. 14 января 1806, Деннингтон, Суффолк, Англия — 31 декабря 1855, Мельбурн, Виктория, Австралия) — британский морской офицер и колониальный администратор, 2-й лейтенант-губернатор (1854—1855), а затем 1-й губернатор Виктории (1855).

## Биография
Чарльз Хотэм родился 14 января 1806 года в Деннингтоне (графство Суффолк, Англия). Он был старшим сыном в семье рочестерского пребендария Фредерика Хотэма (Frederick Hotham) и Энн Элизабет Хотэм, урождённой Ходжес (Anne Elizabeth Hotham, née Hodges).
В 1818 году Чарльз Хотэм поступил на службу в Королевский военно-морской флот Великобритании, в 1825 году получин чин лейтенанта, а в 1833 году — капитана. В 1846 году он был назначен коммодором и служил на западном побережье Африки, в том же году он был произведён в рыцари-командоры ордена Бани.
6 декабря 1853 года британский министр по вопросам войны и колоний Генри Пелэм-Клинтон, 5-й герцог Ньюкасл-андер-Лайн, назначил Чарльза Хотэма лейтенант-губернатором Виктории. Хотэм прибыл в Мельбурн и вступил в должность 22 июня 1854 года. В следующем году была учреждена должность губернатора Виктории, и Хотэм стал первым губернатором. Официальной датой вступления Хотэма в должность губернатора считается 22 мая 1855 года.
Чарльз Хотэм скончался 31 декабря 1855 года, простудившись за две недели до этого на открытии Мельбурнского газового завода. Похоронен на Мельбурнском общем кладбище.

## Память
В честь Чарльза Хотэма названа гора Хотэм в Викторианских Альпах, входящих в Большой Водораздельный хребет. В его честь в 1859 году также был назван населённый пункт Хотэм (боро, затем таун; в 1887 году переименован в Норт-Мельбурн, ныне в составе Мельбурна).